# Army Research Laboratory
O Army Research Laboratory (ARL) é o laboratório de pesquisa corporativo do Exército dos Estados Unidos. O ARL está sediado no Adelphi Laboratory Center (ALC) em Adelphi, Maryland. 
Sua maior instalação é em Aberdeen Proving Ground, Maryland. Outros locais importantes do ARL incluem o Research Triangle Park, Carolina do Norte, White Sands Missile Range, Novo México, Orlando, Flórida, o Glenn Research Center da NASA, Ohio e o Langley Research Center, Virginia.
O ARL também tem sites regionais em Los Angeles (ARL West), Chicago (ARL Central), College Station, TX (ARL South) e Boston (ARL Northeast).

## História
Antes da formação do ARL, o Exército dos Estados Unidos tinha instalações de pesquisa que datavam de 1820, quando o laboratório do Watertown Arsenal, Massachusetts, estudava pirotecnia e cartuchos de papel à prova d'água. Essa instalação evoluiria para o Materials Technology Laboratory (MTL). A maioria das pesquisas militares pré-Segunda Guerra Mundial ocorreu dentro das forças armadas por militares, mas em 1945, o Exército publicou uma política afirmando a necessidade de contribuições científicas civis no planejamento militar e produção de armas. O envolvimento não militar antes dessa época era frequente; entretanto, os métodos de contribuição para a tecnologia de guerra eram limitados e incidentais.
Em 11 de junho de 1946, uma nova divisão de pesquisa e desenvolvimento do Estado-Maior do Departamento de Guerra foi criada; no entanto, devido a forças internas dentro das forças armadas que apoiavam a estrutura tradicional de serviço técnico, a divisão foi fechada. Muitas reorganizações ocorreram nas quatro décadas seguintes, o que colocou muitas organizações no comando da pesquisa e desenvolvimento do Exército. Frequentemente, os comandantes dessas organizações defendiam a reorganização, enquanto alguns gerentes de nível médio se opunham à mudança.
O ARL representa a realização de um memorando datado de 6 de janeiro de 1989 do Comandante do LABCOM recomendando a integração dos laboratórios corporativos em uma única entidade. Como parte do programa "Base Realignment and Closure" (BRAC) de 1989/1991, as instalações de pesquisa consolidadas estariam localizadas principalmente no Adelphi Laboratory Centre e no Aberdeen Proving Ground (APG). Isso também realocaria a maioria das operações do "MTL" para o "APG". A Federal Advisory Commission revisou e aceitou a criação do ARL em 1992.